# St. Simplicius, Faustinus und Beatrix (Hainzell)

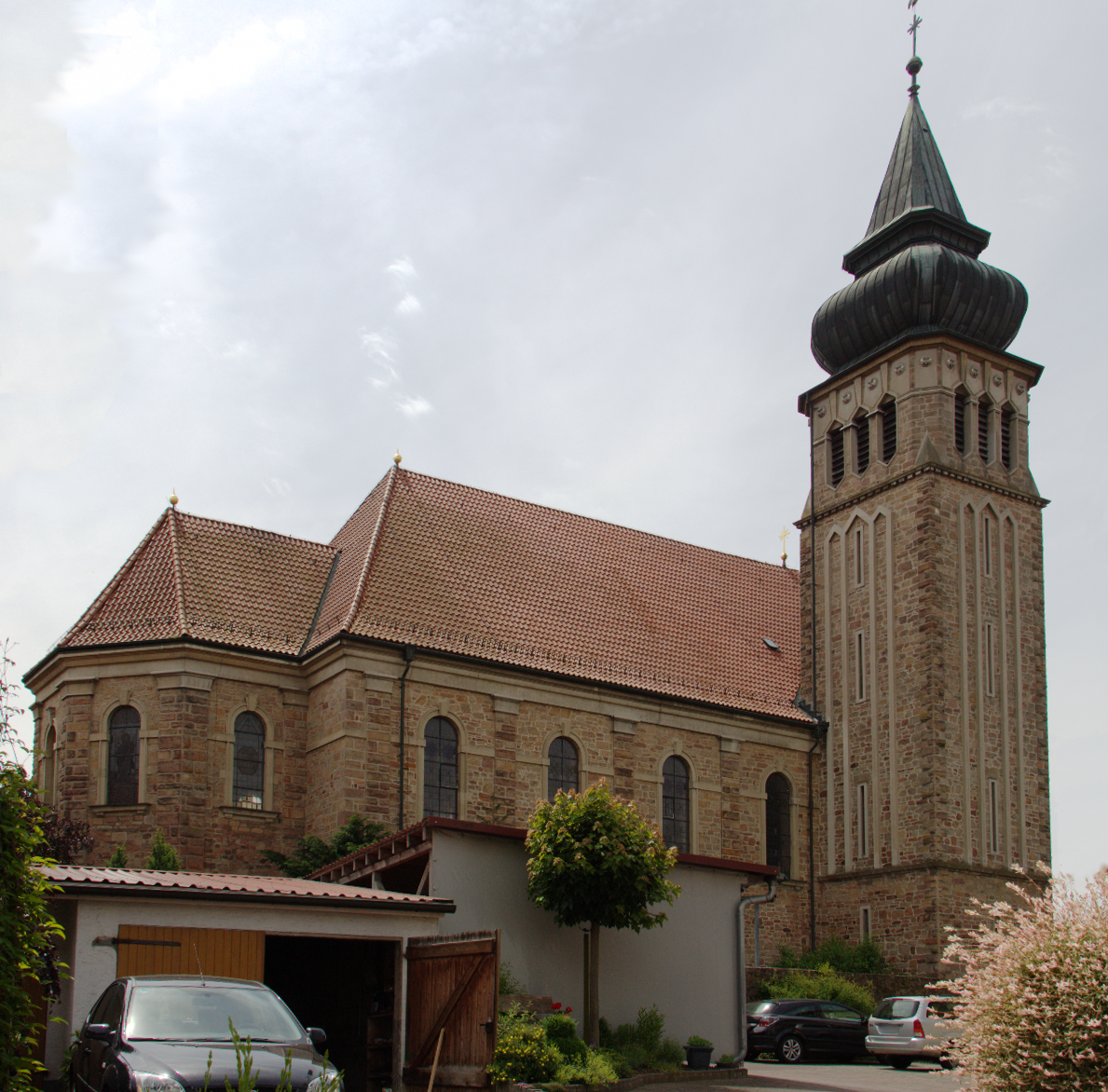
St. Simplicius, Faustinus und Beatrix

Die römisch-katholische, denkmalgeschützte Kirche St. Simplicius, Faustinus und Beatrix steht im Ortsteil Hainzell der Gemeinde Hosenfeld im Landkreis Fulda (Hessen). Sie ist Filiale der Pfarrei Heilig Kreuz im Fuldaer Land im Dekanat Neuhof-Großenlüder des Bistums Fulda.

## Beschreibung
Die Saalkirche aus Quadermauerwerk wurde 1925/1926 nach einem Entwurf von Hermann Mahr gebaut. An das Kirchenschiff schließt sich im Osten ein dreiseitig abgeschlossener, eingezogener Chor mit dem Anbau nach Süden für die Sakristei an. Zwischen den Lisenen der Wände befinden sich Bogenfenster. Der Kirchturm ist an der Nordwestecke des Kirchenschiffs angebaut. Sein oberstes Geschoss hat Triforien als Klangarkaden. Bedeckt ist er mit einer gebauten Haube. 
Ein Teil der Kirchenausstattung wurde aus dem barocken Vorgängerbau übernommen, z. B. eine Kreuzigungsgruppe und Statuen am Hauptaltar der Heiligen, die das Patrozinium hatten. Der rechte Seitenaltar hat ein Gemälde des heiligen Wendelin von Clemens Witzel. Die Orgel mit 18 Registern, zwei Manualen und Pedal wurde 1990 von E. F. Walcker & Cie. gebaut.